# Maritime Kleinkampfverbände im Zweiten Weltkrieg

Lieutenant Lionel Crabb, einer der ersten britischen „Frog-Men“ (Froschmänner) (Aufnahme 1944)

Die maritimen Kleinkampfverbände im Zweiten Weltkrieg sind ein Synonym für Kleinkampfmittel der kriegsführenden Staaten.
Es handelt sich um Kampfmittel zur See mit relativ geringer Größe, welche zum Teil auf Improvisationen beruhten. Während das Kaiserreich Japan und das faschistische Italien bereits mit derartigen Verbänden den Krieg begannen, rüsteten Großbritannien sowie Deutschland ihre Flotten erst im Verlauf der Auseinandersetzungen mit dieser Waffengattung aus. Die Sowjetunion sowie die Vereinigten Staaten von Amerika als potenzielle Großkriegsmächte, entwickelten trotz einiger Versuche keine eigenen Kleinkampfmittel.

## Japanische Entwicklung
| Kaiserlich Japanische Marine |                                             |                                          |
| Waffengattung                | Versenkungen                                | Beschädigungen                           |
| bemannter Torpedo            | 1 Handelsschiff                             | 2 Zerstörer 2 Handelsschiffe             |
| Kleinst-U-Boot               | 1 Wohnschiff                                | 1 Schlachtschiff 3 Handelsschiffe        |
| Sprengboote                  | 1 Zerstörer 1 PT-Boot 4 Landungsboote 2 LCI | 1 Zerstörer 3 LST 2 LCS 3 Handelsschiffe |
| Gesamtsumme                  | 10 Schiffe                                  | 17 Schiffe                               |

Die japanische Entwicklung von Kleinkampfmitteln begann bereits im Jahr 1934. Dadurch verfügte die kaiserlich-japanische Marine bereits vor Beginn des Pazifikkriegs Ende 1941 über ein umfangreiches Waffenarsenal von Kleinst-U-Booten, die bei der Schlacht um Pearl Harbor erstmals im Gefecht zum Einsatz kamen. Bedingt durch den Misserfolg der eingesetzten Kleinkampfmittel beim Angriff auf Pearl Harbor wurden die Kleinkampfverbände in den folgenden zwei Jahren in ihrer Priorität jedoch deutlich nach hinten versetzt und im Vergleich mehr Energie auf die Entwicklung und den Bau normalgroßer U-Boote verwendet. Erst als die alliierte Übermacht im Pazifik immer mehr zunahm und nach und nach die japanischen Großkampfschiffverbände zerschlagen wurden, wurde den Kleinkampfmitteln wieder mehr Aufmerksamkeit gewidmet, da man hoffte mit solchen eine mögliche alliierte Invasion Japans kostengünstig abwehren zu können. Das Ergebnis war die Konzeptionierung und der Bau einer ganzen Reihe von neuen Kleinst-U-Booten. Neu hinzu kamen bemannte Torpedos vom Typ Kaiten (回天), die Sprengboote vom Typ Shin’yō (震洋) sowie ein Kampftaucherverband, die Fukuryū (伏竜). Nachwirkend betrachtet konnten die japanischen Kleinkampfmittel, die vor allem gegen Kriegsende zunehmend im Selbstopfereinsatz eingesetzt werden sollten, die in sie gesetzten Erwartungen nicht erfüllen und es kam nach Einsätzen häufig zu Falschmeldungen über angebliche Versenkungen und Beschädigungen.

## Italienische Entwicklung
| Italienische Decima-MAS |                                   |                                                 |
| Waffengattung           | Versenkungen                      | Beschädigungen                                  |
| bemannter Torpedo       | 1 Schlachtschiff 3 Handelsschiffe | 2 Schlachtschiffe 1 Zerstörer 11 Handelsschiffe |
| Kleinst-U-Boot          | 3 U-Boote                         | –                                               |
| Sprengboote             | 1 Kreuzer                         | 1 Handelsschiff                                 |
| Motortorpedoboote       | –                                 | 1 Kreuzer 1 Zerstörer 1 Handelsschiff           |
| Gesamtsumme             | 8 Schiffe                         | 18 Schiffe                                      |

Die Entwicklung von italienischen Kleinkampfmitteln ging auf die Marina Militare zurück, die eigens dafür die „Decima MAS“, die „10. Schnellboot-Flottille“, aufgestellt hatte. In dieser waren alle italienischen Kleinkampfverbände zusammengefasst. Ihr Grundstock war bereits im Ersten Weltkrieg unter Korvettenkapitän Rafaele Rosetti in Zusammenarbeit mit Leutnant Rafaele Paolucci gelegt worden. Deren Konzept sah vor, mit äußerst kleinen Einheiten unbemerkt in die Häfen der österreichischen Marine einzudringen und die Rümpfe der dort liegenden Kriegsschiffe mit Zeitzünderhaftladungen zu verminen. Die folgenden Explosionen sollten die Schiffe anschließend zum Sinken bringen. Die „Decima MAS“ war von Juni 1940 bis zum Waffenstillstand von Cassibile am 3. September 1943 der einzige operierende Verband aus Kleinkampfmitteln im Mittelmeerraum und bestand hauptsächlich aus bemannten Torpedos des Typs SLC, umgangssprachlich auch „Maiali“ (Schweine) genannt, mit aufsitzenden Torpedoreitern. Zusätzlich verfügte sie über eine beträchtliche Anzahl von Spreng- und kleinen Motortorpedobooten (MAS). Ihre Reste, die in der Zeit der Italienischen Sozialrepublik weitestgehend Mussolini treu geblieben waren, gerieten später unter deutsche Befehlsgewalt.
Die „Decima MAS“ führte in der Nacht vom 18. zum 19. Dezember 1941 ihr bekanntestes Kommandounternehmen durch. Sechs Kampfschwimmer auf drei SLCs durchbrachen unentdeckt den Abwehrriegel des Hafens von Alexandria in Ägypten und befestigten Haftminen an den Rümpfen der dort ankernden britischen Schlachtschiffe Queen Elizabeth und Valiant. Die folgenden Explosionen konnten die Schiffe zwar nicht versenken, beschädigten sie aber so schwer, dass sie für Monate ausfielen und die britische Position im Mittelmeer schwächten.

## Britische Entwicklung
| Royal Navy        |                                         |                                  |
| Waffengattung     | Versenkungen                            | Beschädigungen                   |
| bemannter Torpedo | 2 Kreuzer 2 Handelsschiffe              | –                                |
| Kleinst-U-Boot    | 1 Kreuzer 1 Schwimmdock 1 Handelsschiff | 1 Handelsschiff 1 Schlachtschiff |
| Gesamtsumme       | 8 Schiffe                               | 2 Schiffe                        |

Durch den italienischen Erfolg aufmerksam geworden, unternahm die Royal Navy eigene Anstrengungen, um ebenfalls derartige Kleinkampfverbände aufzustellen. Den Briten half dabei der Zufall, dass sie im Frühjahr 1942 vor Gibraltar einen unbeschädigten SLC bergen konnten. Er diente als Muster für die Entwicklung des ersten bemannten Torpedos der Royal Navy, des Chariot. Schon im Sommer 1942 wurde das Underwater Working Party (Unterwasser-Arbeitskommando) gegründet.
Es bestand aus den drei Gattungsarten bemannte Torpedos, Kleinst-U-Boote und Kampfschwimmer (Frog-Men). Auf den Einsatz von Sprengbooten verzichtete die Royal Navy. Eine der ersten Operationen dieser Verbände erfolgte bereits Ende Oktober 1942 und zielte auf die Versenkung des deutschen Schlachtschiffes Tirpitz, das im norwegischen Åsenfjord lag. Die Operation scheiterte jedoch, da sich die Halterungen der beiden Chariots in der schweren See von dem dafür benutzten, getarnten Fischkutter lösten und die Torpedos versanken. Die ersten Erfolge waren schließlich die Beschädigung und Versenkung einiger deutscher und italienischer Schiffe in den Häfen von Palermo und Tripolis.

## Deutsche Entwicklung
| Kleinkampfverbände der Kriegsmarine |                                                                 |                               |
| Waffengattung                       | Versenkungen                                                    | Beschädigungen                |
| bemannter Torpedo                   | 1 Kreuzer 2 Zerstörer 3 M-Boote 1 Handelsschiff 1 Trawler 1 LCG | –                             |
| Kleinst-U-Boot                      | 1 Zerstörer 9 Handelsschiffe (18.451 BRT)                       | 3 Handelsschiffe (18.384 BRT) |
| Sprengboote                         | –                                                               |                               |
| Gesamtsumme                         | 19 Schiffe                                                      | 3 Schiffe                     |

Die Aufstellung war das Ergebnis einer defensiv ausgerichteten Strategie der deutschen Kriegsmarine. Diese sah sich spätestens ab Frühjahr 1944 gezwungen, ein Seekampfkonzept der „Nadelstichtaktik“ zu entwickeln, um Versorgungs-, Kriegs- und Handelsschiffe der Alliierten im Küstenvorfeld zu versenken und ihre Nachschubrouten zu stören.
Erfolgreiche britische Sabotageakte in Saint-Nazaire und Nordafrika lenkten schließlich die Aufmerksamkeit des neuen Oberbefehlshabers der Kriegsmarine, Großadmiral Karl Dönitz, auf diese Möglichkeit der Kampfführung und führte zu ersten Erwägungen, eigene Kleinkampfverbände aufzustellen. Diese Überlegungen waren zwei Dingen geschuldet. Zum einen war die deutsche Rüstungsproduktion wegen der massierten Bombenangriffe auf deutsche Rüstungs- und Industriezentren, zu denen auch die Werften gehörten, nicht mehr in der Lage, größere Schiffe zu bauen, und die Schiffsproduktion wich daher in immer mehr auf Untertagewerften oder U-Boot-Bunker aus. Zum anderen waren die Rohstoffzuteilungen wie Stahl oder Erdöl strengen Limitierungen unterworfen. Der Schwerpunkt der Zuteilungen zu den Wehrmachtsteilen lag bei der Panzerproduktion für das Heer, gefolgt vom Jägerprogramm der Luftwaffe und erst an dritter Stelle dem U-Boot-Bauprogramm der Kriegsmarine. Dönitz sah die Aufgabe der Marine darin, die westeuropäischen Küstengebiete mit einem Sperrsystem von kostengünstigen und schnell herzustellenden Kleinkampfmitteln zu überziehen, um eine Invasion der „Festung Europa“ verhindern zu können.
Unter maritimen Kleinkampfmitteln verstand man seitens des Oberkommandos der Wehrmacht selbstständig operierende und äußerst bewegliche Kleinkampfmittel, die in erster Linie aus bemannten Torpedos, Kampfschwimmern, Kleinst-U-Booten und Sprengbooten bestehen sollten. Die offizielle Kurzbezeichnung K-Verbände wurde am 20. April 1944 bekannt gegeben. Ihr Einsatz endete mit der Kapitulation der Wehrmacht am 8. Mai 1945, wobei es jedoch noch vereinzelte Splittergruppen von Kampfschwimmern gab, die bis 11. Mai 1945 agierten.

### Sekundärliteratur
- Jürgen Gebauer, Egon Krenz (Hrsg.): Marine-Enzyklopädie. 2., überarbeitete Auflage. Brandenburgisches Verlags-Haus, Berlin 1998, ISBN 3-894-88078-3.
- Richard Lakowski:  Reichs- und Kriegsmarine geheim. 1919–1945. Mit mehr als 200 bisher unveröffentlichten Dokumenten aus den Akten des Amtes Kriegsschiffbau. Brandenburgisches Verlags-Haus, Berlin 1993, ISBN 3-894-88031-7.
- Klaus Mattes: Die Seehunde. Klein U-Boote. Letzte deutsche Initiative im Seekrieg 1939–1945. Mittler, Hamburg u. a. 1995, ISBN 3-8132-0484-7.
- Kaj-Gunnar Sievert: Kommandounternehmen. Spezialeinheiten im weltweiten Einsatz. Mittler, Hamburg u. a. 2004, ISBN 3-8132-0822-2.

### Kampfschwimmerliteratur
- Manfred Lau: Schiffssterben vor Algier. Kampfschwimmer, Torpedoreiter und Marine-Einsatzkommandos im Mittelmeer 1942–1945. Motorbuch-Verlag, Stuttgart 2001, ISBN 3-613-02098-X.
- Michael Jung: Sabotage unter Wasser. (Die deutschen Kampfschwimmer im Zweiten Weltkrieg). Mittler, Hamburg u. a. 2004, ISBN 3-8132-0818-4.
- Michael Welham: Kampfschwimmer. Geschichte, Ausrüstung, Einsätze. Motorbuch-Verlag, Stuttgart 1996, ISBN 3-613-01730-X.